# أم كلثوم بنت أبي سلمة
أُم كُلْثُوم بنتُ أبي سَلَمَة بن عبد الأسد المخزومية، صحابية، وهي ربيبة النبي محمد، وأمها أم المؤمنين أم سلمة.

## سيرتها
هي أُم كُلْثُوم بنتُ أبي سَلَمَة بن عبد الأسد المخزومية، ربيبة رسول الله، أمها أم سلمة. روت عن أم سلمة وابن عباس، وروى عنها: عبد الله بن زيد الجرمي، وموسى بن عقبة القرشي، وعمر بن يحيى الزهري، وأم موسى بن عقبة، وأم عبيد الله بن عمر بن حفص.
روى موسى بن عقبة عن أمه، عن أم كلثوم بنت أبي سلمة، قالت: «لَمَّا تَزَوَّجَ النَّبِيُّ صَلَّى اللَّهُ عَلَيْهِ وَسَلَّمَ أُمَّ سَلَمَةَ. قَالَ لَهَا: إِنِّي قَدْ أَهْدَيْتُ لِلنَّجَاشِيِّ أَوَاقِيَ مِنْ مِسْكٍ وَحُلَّةً، وَإِنِّي لا أُرَاهُ إِلا قَدْ مَاتَ، وَلا أَرَى الْهَدِيَّةَ إِلا سَتُرَدُّ إِلَيَّ، فَإِذَا رُدَّتْ إِلَيَّ فَهِيَ لَكَ، فَكَانَ كَمَا قَالَ النَّبِيُّ صَلَّى اللَّهُ عَلَيْهِ وَسَلَّمَ، مَاتَ النَّجَاشِيُّ، وَرُدَّتْ إِلَى النَّبِيِّ صَلَّى اللَّهُ عَلَيْهِ وَسَلَّمَ هَدِيَّتَهُ، فَأَعْطَى كُلَّ امْرَأَةٍ مِنْ نِسَائِهِ أُوقِيَّةً مِنْ ذَلِكَ الْمِسْكِ، وَأَعْطَى سَائِرَهُ أُمَّ سَلَمَةَ وَأَعْطَاهَا الحلّة».